# Combretum stocksii
Combretum stocksii là một loài thực vật có hoa trong họ Trâm bầu. Loài này được Sprague mô tả khoa học đầu tiên năm 1909.